# Kipséli (ort i Grekland, Västra Grekland)
Kipséli (Kypseli, Sfina) är en ort i Grekland.   Den ligger i prefekturen Nomós Aitolías kai Akarnanías och regionen Västra Grekland, i den centrala delen av landet, 230 km väster om huvudstaden Aten. Kipséli ligger 42 meter över havet och antalet invånare är 374.
Terrängen runt Kipséli är kuperad åt nordväst, men åt sydost är den platt. Runt Kipséli är det ganska tätbefolkat, med 116 invånare per kvadratkilometer. Närmaste större samhälle är Agrínio, 14,0 km sydost om Kipséli. Trakten runt Kipséli består till största delen av jordbruksmark.